# Bruno Bulić
Bruno Bulić (Pola, 6 marzo 1958) è un ex ciclista su strada jugoslavo, professionista dal 1986 al 1988.

## Carriera
Da dilettante vinse alcune corse a tappe come la Jadranska Magistrala nel 1981, il Tour de Yougoslavie nel 1984 e il Giro della Regione Friuli Venezia Giulia nel 1985, oltre a partecipare ai Giochi olimpici di Mosca 1980 e Los Angeles 1984.
Fu professionista in Italia tra il 1986 e il 1988, vestendo le maglie di Magniflex-Centroscarpa e Pepsi Cola. Non ottenne nessun successo, ma solo piazzamenti: tra questi, un ottavo posto al Giro dell'Appennino 1986 e un nono posto alla Vuelta a Cantabria 1987. Partecipò anche a un'edizione del Giro d'Italia, nel 1986.

## Palmarès
- 1981

Classifica generale Jadranska Magistrala
- 1983

Trofeo ZSŠDI
- 1984

Classifica generale Tour de Yougoslavie
- 1985

Classifica generale Giro della Regione Friuli Venezia Giulia
4ª tappa Settimana Ciclistica Bergamasca (Brescia)

## Piazzamenti

### Grandi Giri
- Giro d'Italia

1986: 25º

### Competizioni mondiali
- Giochi olimpici

Mosca 1980 - In linea: 50º
Mosca 1980 - Cronosquadre: 8º
Los Angeles 1984 - Cronosquadre: 9º